# Amna Lihović
Amna Lihović (* 8. Februar 1997 in Sarajevo) ist eine bosnische Trainerin, Unternehmerin und Fußballspielerin.

## Leben
Lihović ist in Sarajevo, der Hauptstadt von Bosnien und Herzegowina, geboren, und verbrachte den größten Teil ihres Lebens in Schweden. Sie wuchs in Angered in der Provinz Västra Götalands län auf und besuchte in Göteborg das Katrinelundsgymnasiet. Sie wuchs zweisprachig auf. 2021 gründete Lihović das Unternehmen A.L Individual Coaching.

## Karriere

### Verein
Sie startete ihre Karriere 2012 beim Schwedischen Fußball Club Fundby IF und spielte zudem in der Fußball-Jugendabteilung von Jitex BK, bevor sie im Januar 2014 zum Göteborgs DFF wechselte. Dort rückte sie im Jahr 2014 in die Seniorenmannschaft auf, die zu diesem Zeitpunkt in der Division 3 spielte. Nach dem Aufstieg und dem zweiten Platz in der Torjägerliste mit 18 Toren, hinter Vereinskameradin Annahita Zamanian, verkündete sie am 23. November 2014 ihren Wechsel in die Elitettan zum Kungsbacka DFF. Seit dem 22. Mai 2019 ist sie Trainerin bei FK Göteborg. Aktuell steht Lihović bei BK Häcken II unter Vertrag.

### Nationalmannschaft
Am 15. April 2013 mit gerade erst 16 Jahren wurde Lihović, die den größten Teil ihres Lebens in Schweden verbrachte, erstmals in die bosnische U-17 Fußballnationalmannschaft berufen. Dort absolvierte sie drei UEFA-Pflichtspiele und erzielte ein Tor, bevor sie am 20. August 2014 in der Qualifikation für die Fußballweltmeisterschaft der Frauen gegen die Färöische Fußballnationalmannschaft der Frauen ihr A-Länderspiel-Debüt feierte. Sie vertrat die Bosnisch-herzegowinische Fußballnationalmannschaft der Frauen beim Istrien Cup 2015. Ebenso wurde Lihović in der Qualifikationsrunden 2017–2018 zur Fußball-Weltmeisterschaft der Frauen 2019 eingesetzt.